# Hans Karlgren
Hans Karlgren, född 11 juli 1933 i Stockholm, död 31 december 1996 i Saltsjö-Boo, var en svensk lingvist.

## Biografi
Karlgren var riksdagsstenograf 1951–1964, redaktör för tidskriften SMIL 1960–1972 och ordförande för forskningsstiftelsen KVAL Institute for Information Science 1960–1996. Han  grundade Skriptor AB 1961, var ledamot i Matematikmaskinnämnden, blev auktoriserad translator från finska till svenska 1965 var grundande medlem till International Committee on Computational Linguistics, vilken ordnar konferensen Coling samt medlem i FID/LD (the committee on Linguistics in Documentation of the International Federation for Information and Documentation) 1969–1996.
Karlgren disputerade och blev docent i allmän språkvetenskap 1974, medlem i Expertkommittén för översättning av finskspråkig facklitteratur till svenska samt tilldelades SL K/FLO K 1983. Hans språkförlag, Skriptor, hade en betydande verksamhet. Bland annat utgavs boken Svensk, svenska i stora upplagor då den användes allmänt i undervisningen i svenska för immigranter. Han bildade på sextiotalet Stockholm forskningsgruppen KVAL för kvantitativ lingvistik tillsammans med andra yngre forskare som Benny Brodda, Ferenc Kiefer, Hans Riesel och flera andra som intresserade sig för algoritmiska metoder och datoriserade modeller för bearbetning av språkliga data. KVAL gav ut en stor mängd skrifter, ordnade internationella symposier och bjöd in gästforskare från Östeuropa, USA och flera andra länder. 
Hans definition för textlagring med hypertext (TED, 1963 under MNA-perioden) hade klara HTML-liknande drag. Karlgren föreslog 1994 i sin i Svenska Dagbladet återkommande spalt Politiska ord det könsneutrala personliga pronominet "hen" i svenskan.
Karlgren deltog mellan åren 1956 och 1965 i fonetiska seminariet under handledning av Göran Hammarström vid Uppsala universitet, där han avlade licentiatexamen.

### Familj
Hans Karlgren var son till justitierådet Hjalmar Karlgren och Karin Karlgren samt far till språkvetaren Jussi Karlgren.